# Begonia aliciae
Begonia aliciae é uma espécie de Begonia.